# Anapu
Anapu este un oraș în Pará (PA), Brazilia.